# Yuki Nagahata
Yuki Nagahata (永畑 祐樹 Nagahata Yuki?), född 2 maj 1989 i Kagoshima prefektur, är en japansk fotbollsspelare.
Nagahata började sin karriär 2008 i Shimizu S-Pulse. Efter Shimizu S-Pulse spelade han för Giravanz Kitakyushu och Kagoshima United FC.